# سرزمین عجایب (فیلم ۲۰۰۳)
سرزمین عجایب (به انگلیسی: Wonderland) فیلمی محصول سال ۲۰۰۳ و به کارگردانی جیمز کوکس است. در این فیلم بازیگرانی همچون وال کیلمر، کیت باسورث، لیسا کودرو، جاش لوکاس، دیلان مک‌درموت، کری فیشر، کریستینا اپل‌گیت، تد لواین، تیم بلیک نلسون، جنین گرافلو، ناتاشا گرکسون واگنر، فایزون لاو، ام.سی. گینی، فرانکی جی، اریک بوگوسیان، پاریس هیلتون، اسکوت مک‌نری، مایکل پیت و آلکسیس دزینا ایفای نقش کرده‌اند.